# Les Vastres
Les Vastres ist eine französische Gemeinde im Département Haute-Loire in der Region Auvergne-Rhône-Alpes. Sie gehört zum Kanton Mézenc im Arrondissement Le Puy-en-Velay. Nachbargemeinden sind Le Chambon-sur-Lignon im Nordosten, Mars im Osten, Saint-Julien-d’Intres im Südosten, Lachapelle-sous-Chanéac und Saint-Clément im Süden, Fay-sur-Lignon im Westen sowie Mazet-Saint-Voy im Nordwesten.

## Bevölkerungsentwicklung

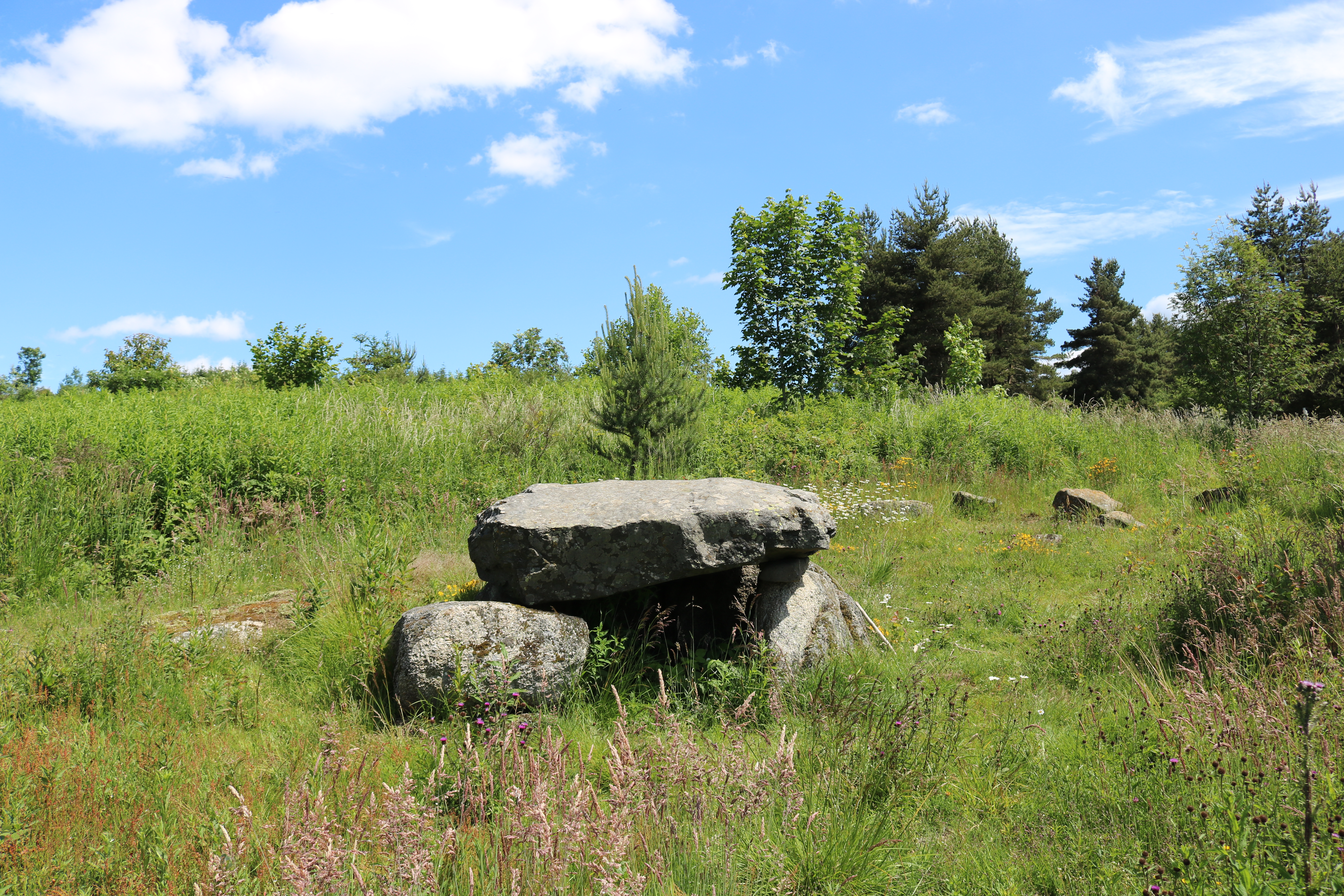
Dolmen des Pennes Monument historique seit 1968

| Jahr                       | 1962 | 1968 | 1975 | 1982 | 1990 | 1999 | 2006 | 2017 |
| -------------------------- | ---- | ---- | ---- | ---- | ---- | ---- | ---- | ---- |
| Einwohner                  | 679  | 588  | 470  | 358  | 310  | 221  | 237  | 203  |
| Quellen: Cassini und INSEE |      |      |      |      |      |      |      |      |